# Megarhyssa superba
Megarhyssa superba là một loài tò vò trong họ Ichneumonidae.